# Убон Ратчатани
Убон Ратчатани е една от 76-те провинции на Тайланд. Столицата ѝ е едноименния град Убон Ратчатани. Убон е на около 630 км (390 мили) от Банкок.  Съседни провинции са (от запад по часовниковата стрелка) Сисакет, Ясотон и Амнат Чароен. На север и изток граничи с провинциите Салаван и Чампасак от Лаос, на юг Преах Вихеаот, Камбоджа. Населението на провинцията е 1 803 754 жители (2009 г. – 3-та по население), а площта 16 112,65 кв. км (5-а по площ). Намира се в часова зона UTC+7. Разделена е на 25 района, които са разделени на 219 общини и 2496 села.

## География
Районът в планината Дангрек, където се срещат границите на трите държави, Тайланд, Лаос и Камбоджа,е известен като „Изумрудения триъгълник“, за разлика от „Златния триъгълник“ в северната част на Тайланд. „Смарагд“ се отнася за непокътнатите мусонни гори там. Общата горска площ е 2 808 км 2 (1 084 кв. мили) или 18 процента от площта на провинцията.

## Символи
Печатът на провинцията показва цвете лотос в езерце. Това намеква за значението на името на провинцията, което в превод означава „кралски град на лотосовото цвете“. Цветето символ на провинцията е лотосът (Nymphaea lotus). Дървото - символ на провинцията е Dipterocarpus alatus.

## Икономика
Убон Рачатхани е водещата провинция за производство на ориз в страната. Тя печели повече от 10 милиарда бата годишно от продажби на ориз.

## Побратимени градове
Убон Ратчатани има следните побратимени градове:
- Бужумбура, Бурунди
- Кигали, Руанда
- Киншаса, Демократична република Конго